# Liste des lieux-dits du comté de Sunbury
Voici la liste des hameaux et lieux-dits du comté de Sunbury. Cette liste est destinée à accueillir tous les lieux-dits, hameaux et quartiers du comté de Sunbury, au Nouveau-Brunswick, de manière à les situer dans leur municipalités respectives. Les archives provinciales du Nouveau-Brunswick recensent 149 lieux, auxquels s'ajoutent quelques-uns recensés par des chercheurs comme William Francis Ganong.
- Haut – A
- B
- C
- D
- E
- F
- G
- H
- I
- J
- K
- L
- M
- N
- O
- P
- Q
- R
- S
- T
- U
- V
- W
- X
- Y
- Z

| Nom              | Gouvernement local | Localisation | Type                         |
| ---------------- | ------------------ | ------------ | ---------------------------- |
| Albrights Corner | -                  |              | Hameau                       |
| Alcorn           | -                  |              | Paroisse civile              |
| Babbitt          |                    |              | Hameau                       |
| Camp Gagetown    |                    |              | Point ferroviaire            |
| Darby Gillans    |                    |              | Ancien nom de Gillans Corner |
|                  |                    |              |                              |
|                  |                    |              |                              |
|                  |                    |              |                              |
|                  |                    |              |                              |
|                  |                    |              |                              |
|                  |                    |              |                              |
|                  |                    |              |                              |
|                  |                    |              |                              |
|                  |                    |              |                              |
|                  |                    |              |                              |
|                  |                    |              |                              |
|                  |                    |              |                              |
|                  |                    |              |                              |
|                  |                    |              |                              |
| Vespra           |                    |              | Hameau                       |
| Waasis           |                    |              | Hameau                       |